# Tarejero
Tarejero es una localidad del estado mexicano de Michoacán. Es parte del municipio de Zacapu.

## Demografía
| Gráfica de evolución demográfica |
|                                  |

| Censo | Población |
| ----- | --------- |
| 1900  | 856       |
| 1910  | 1189      |
| 1921  | 1325      |
| 1930  | 944       |
| 1940  | 1457      |
| 1950  | 1404      |
| 1960  | 1603      |
| 1970  | 1812      |
| 1980  | 1878      |
| 1990  | 1784      |
| 2000  | 1554      |
| 2010  | 1575      |
| 2020  | 1493      |